# 1825
1825 (MDCCCXXV) je bilo navadno leto, ki se je po gregorijanskem koledarju začelo na soboto, po 12 dni počasnejšem julijanskem koledarju pa na četrtek.

## Rojstva
- 11. april - Ferdinand Lassalle, nemški politik († 1864)
- 1. maj - Johann Jakob Balmer, švicarski fizik, matematik († 1898)
- 4. maj - Thomas Henry Huxley, angleški biolog († 1895)
- 20. maj - George Phillips Bond, ameriški astronom († 1865)
- 26. julij - Franc Šbül, madžarsko-slovenski pesnik († 1864)
- 11. september - Eduard Hanslick, avstrijski glasbeni kritik († 1904)
- 11. oktober - Conrad Ferdinand Meyer, švicarski pisatelj († 1898)
- 25. oktober - Johann Strauss mlajši, avstrijski skladatelj († 1899)

## Smrti
- 17. april - Henry Fuseli, švicarsko-britanski slikar (* 1741)
- 17. april - Jožef Škrinar, slovenski nabožni pisec in prevajalec (* 1753)
- 19. maj - Claude Henri de Rouvroy, Comte de Saint-Simon, francoski socialist (* 1760)
- 1. december - Aleksander I. Ruski (* 1777)
- 22. december - Andrej Šuster Drabosnjak, slovenski (koroški) pesnik, pisatelj (* 1768)
- 29. december - Jacques-Louis David, francoski slikar (* 1748)

Neznan datum
- Hadži Prodan Gligorijević, vojvoda prve srbske vstaje, srbske revolucije in grške osamosvojitvene vojne († okoli 1760)
- William Cary, angleški optik (* 1759)
- William Higgins, irski kemik (* 1763)